# Kanelotvaré
Kanelotvaré (Canellales) je řád nižších dvouděložných rostlin, zahrnující 2 čeledi.

## Charakteristika
Stálezelené dřeviny s velkými kožovitými listy bez palistů a s mnohočetnými květy.
Řád se vyznačuje některými velmi archaickými znaky. Všichni zástupci mají homoxylické dřevo bez pravých cév.
U čeledi Winteraceae nalezneme nejprimitivnější typ tyčinek.

## Seznam čeledí řádu
- kanelovité (Canellaceae)
- winterovité (Winteraceae)